# Separationsansatz
Der Separationsansatz dient der Lösung partieller Differentialgleichungen mit mehreren Variablen. Der Produktansatz ist ein Spezialfall.

## Allgemeines
Man nimmt an, dass sich die Lösung durch eine Trennungsfunktion {\displaystyle \varphi (a,b)} auf folgende Weise trennen lässt
{\displaystyle u(t,x)=\varphi (X(x),T(t)),}
wobei {\displaystyle X} und {\displaystyle T} geeignete Funktionen sind.

### Produktansatz
Beim Produktansatz wählt man als Trennungsfunktion {\displaystyle \varphi (a,b)=ab}, so dass sich die Lösung als ein Produkt der Form
{\displaystyle u(t,x)=X(x)T(t)}
darstellen lässt. Durch Ableiten und Einsetzen der separierten Funktionen {\displaystyle X} und {\displaystyle T} in die Ausgangsfunktion erhält man einen Ausdruck
{\displaystyle \Phi (x,X,X',X'')=\lambda =\Psi (t,T,T',T'')}
Diese Gleichung lässt sich in zwei gewöhnliche Differentialgleichungen überführen, die mit Hilfe der Randbedingungen lösbar sind. Die gefundene Lösung muss nicht die einzige Lösung der Ausgangsfunktion sein.

## Beispiel
Zu lösen sei die eindimensionale Wellengleichung
{\displaystyle {\frac {\partial ^{2}y(x,t)}{\partial t^{2}}}=c^{2}{\frac {\partial ^{2}y(x,t)}{\partial x^{2}}}}.
die beispielsweise Longitudinalwellen in einem elastischen Stab beschreibt.
Der Separationsansatz mit {\displaystyle y(x,t)=f(x)g(t)}:
{\displaystyle {\frac {\partial ^{2}f(x)g(t)}{\partial t^{2}}}=c^{2}{\frac {\partial ^{2}f(x)g(t)}{\partial x^{2}}}}
führt auf
{\displaystyle f(x){\frac {d^{2}g(t)}{dt^{2}}}=c^{2}{\frac {d^{2}f(x)}{dx^{2}}}g(t)}
Nun folgt die „Separation der Variablen“ mit Division durch {\displaystyle f(x)g(t)} mit der Annahme {\displaystyle y(x,t)\neq 0} im Inneren der Fläche.
{\displaystyle {\frac {1}{g(t)}}{\frac {d^{2}g(t)}{dt^{2}}}=c^{2}{\frac {1}{f(x)}}{\frac {d^{2}f(x)}{dx^{2}}}}
Vereinfachung der Notation {\displaystyle f''(x)={\frac {d^{2}f(x)}{dx^{2}}}} und {\displaystyle g''(t)={\frac {d^{2}g(t)}{dt^{2}}}} ergibt
{\displaystyle {\frac {g''(t)}{g(t)}}=c^{2}{\frac {f''(x)}{f(x)}}}
Die Gleichung kann nur erfüllt sein, wenn beide Seiten der Gleichung konstant sind, da sie von verschiedenen Variablen abhängen. Also
{\displaystyle {\frac {g''(t)}{g(t)}}=c^{2}{\frac {f''(x)}{f(x)}}=\lambda }
Dies führt auf die folgenden gewöhnlichen Differentialgleichungen zweiter Ordnung
{\displaystyle f''(x)={\frac {\lambda }{c^{2}}}f(x)}
{\displaystyle g''(t)=\lambda g(t)},
die nun in Abhängigkeit vom Parameter {\displaystyle \lambda } und den Randbedingungen lösbar sind. Das Einsetzen der einzelnen Lösungen in {\displaystyle y(x,t)} ergibt die Lösung der partiellen Differentialgleichung.